# Salif Mane
Salif Mane (* 12. Dezember 2001 in New York City) ist ein US-amerikanischer Leichtathlet, der sich auf den Dreisprung spezialisiert hat.

## Sportliche Laufbahn
Salif Mane wuchs in New York auf und absolvierte ein Studium an der Fairleigh Dickinson University in New Jersey. Erste internationale Erfahrungen sammelte er im Jahr 2023, als er bei den U23-NACAC-Meisterschaften in San José mit einer Weite von 16,49 m die Silbermedaille hinter seinem Landsmann Russell Robinson gewann. Im Jahr darauf wurde er NCAA-Collegemeister und nahm zudem an den Olympischen Sommerspielen in Paris teil, bei denen er mit 17,41 m im Finale den sechsten Platz belegte.
2024 wurde Mane US-amerikanischer Meister im Dreisprung.